# Primeira Divisão 1965-66
La Primeira Divisão 1965/66 fue la 32.ª edición de la máxima categoría de fútbol en Portugal. Sporting de Portugal ganó su 12° título. Los goleadores fueron Ernesto Figueiredo (del equipo campeón) y Eusébio del Benfica, ambos con 25 goles.

## Tabla de posiciones
| Pos | Equipo               | PJ | PG | PE | PP | GF | GC | Dif. | Pts |                               |
| --- | -------------------- | -- | -- | -- | -- | -- | -- | ---- | --- | ----------------------------- |
| 1   | Sporting de Portugal | 26 | 18 | 6  | 2  | 70 | 21 | +49  | 42  | Copa de Campeones de Europa   |
| 2   | Benfica              | 26 | 18 | 5  | 3  | 73 | 30 | +43  | 41  | Copa de Ferias                |
| 3   | Porto                | 26 | 14 | 6  | 6  | 41 | 25 | +16  | 34  | Copa de Ferias                |
| 4   | Vitória Guimarães    | 26 | 14 | 5  | 7  | 58 | 47 | +11  | 33  |                               |
| 5   | Vitória Setúbal      | 26 | 11 | 7  | 8  | 51 | 36 | +15  | 29  | Copa de Ferias                |
| 6   | Académica de Coimbra | 26 | 9  | 8  | 9  | 58 | 48 | +10  | 26  |                               |
| 7   | Belenenses           | 26 | 9  | 7  | 10 | 28 | 29 | -1   | 25  |                               |
| 8   | Varzim               | 26 | 9  | 7  | 10 | 40 | 38 | +2   | 25  |                               |
| 9   | GD CUF               | 26 | 8  | 8  | 10 | 37 | 46 | -9   | 24  |                               |
| 10  | Braga                | 26 | 7  | 7  | 12 | 39 | 64 | -25  | 21  | Recopa de Europa              |
| 11  | Beira-Mar            | 26 | 6  | 6  | 14 | 31 | 65 | -24  | 18  |                               |
| 12  | Leixões              | 26 | 7  | 4  | 15 | 28 | 39 | -11  | 18  |                               |
| 13  | Lusitano de Évora    | 26 | 4  | 6  | 16 | 27 | 60 | -33  | 14  | Descenso a la Segunda Divisão |
| 14  | Barreirense          | 26 | 5  | 4  | 17 | 32 | 65 | -33  | 14  | Descenso a la Segunda Divisão |

|                                |
| Campeón Sporting CP 12° título |